# المستوى الاتحادي في ألمانيا
المستوى الاتحادي في ألمانيا (بالألمانية: Bundesebene) والذي يسمى أيضاً الاتحاد (Bund) هو أعلى مستوى في التسلسل الهرمي لنموذج بناء الدولة الاتحادية ونظام الحكم في ألمانيا. ومن الناحية السياسية والقانونية فإن هذا النموذج يقوم على فكرة النظام السياسي الفيدرالي أو الإتحادي على مستوى الدولة، بمعنى أن الدولة ككل تتكون من مجموعة من الولايات الإتحادية (بالألمانية: Bundesländer). ومع أن لكل ولاية من الولايات حكومتها الخاصة بها وكذلك سلطاتها التشريعية والقضائية والإدارية الخاصة بها، غير أن صلاحياتها تظل مستمدة ومشتقة من الاتحاد ومن القانون الأساسي (وهو الدستور الألماني الإتحادي) الذي ينظم العلاقة بين السلطات على المستوى الإتحادي والسلطات على مستوى الولايات الاتحادية. كما أن قضايا الدفاع والسياسة الخارجية والمحكمة الدستورية تظل من اختصاصات الحكومة الاتحادية.